# نوانا بزوویچ
نیونا بوزوویچ (به انگلیسی: Nevena Božović) (زاده ۱۵ ژوئن ۱۹۹۴) خواننده صربستانی است.
او عضو گروه مویه ۳ بود.
او نماینده صربستان در یوروویژن ۲۰۱۹ بود.